# Estnische Badmintonmeisterschaft 1974
Die Estnische Badmintonmeisterschaft 1974 fand am 9. und 10. Februar 1974 in Tallinn statt. Es war die 10. Austragung der Titelkämpfe.

## Medaillengewinner
| Disziplin    | Gold                                        | Silber                                   | Bronze                                 |
| ------------ | ------------------------------------------- | ---------------------------------------- | -------------------------------------- |
| Herreneinzel | Jaak Nuuter, Tallinn                        | Jüri Tarto, Tallinn                      | Boris Bogovski, Tartu                  |
| Dameneinzel  | Reet Kull, Tartu                            | Riina Kaarli, Tartu                      | Marika Dolotova, Tartu                 |
| Herrendoppel | Boris Bogovski Jaak Nuuter, Tartu / Tallinn | Jüri Tarto Raivo Kristianson, Tallinn    | Alfred Kivisaar Mart Siliksaar, Tartu  |
| Damendoppel  | Riina Kaarli Marika Dolotova, Tartu         | Reet Kull Merike Vaimel, Tartu / Tallinn | Tiina Nuuter Skaidrite Nurges, Tallinn |
| Mixed        | Boris Bogovski Reet Kull, Tartu             | Alfred Kivisaar Riina Kaarli, Tartu      | Jaak Nuuter Tiina Nuuter, Tallinn      |

## Weitere Platzierungen

### Herreneinzel
- 4. Raivo Kristianson
- 5. Alfred Kivisaar
- 6. Mart Siliksaar

### Dameneinzel
- 4. Skaidrite Nurges
- 5. Mariann Siliksaar
- 6. Merike Vaimel